# Paolo Mangelli Orsi
Paolo Mangelli Orsi, italijanski rimskokatoliški duhovnik, škof in kardinal, * 30. oktober 1762, Forli, † 4. marec 1846.

## Življenjepis
27. januarja 1843 je bil povzdignjen v kardinala in imenovan za kardina-diakona S. Maria della Scala; 22. februarja 1844 še za S. Maria in Cosmedin.